# Dolors Monserdà i Vidal

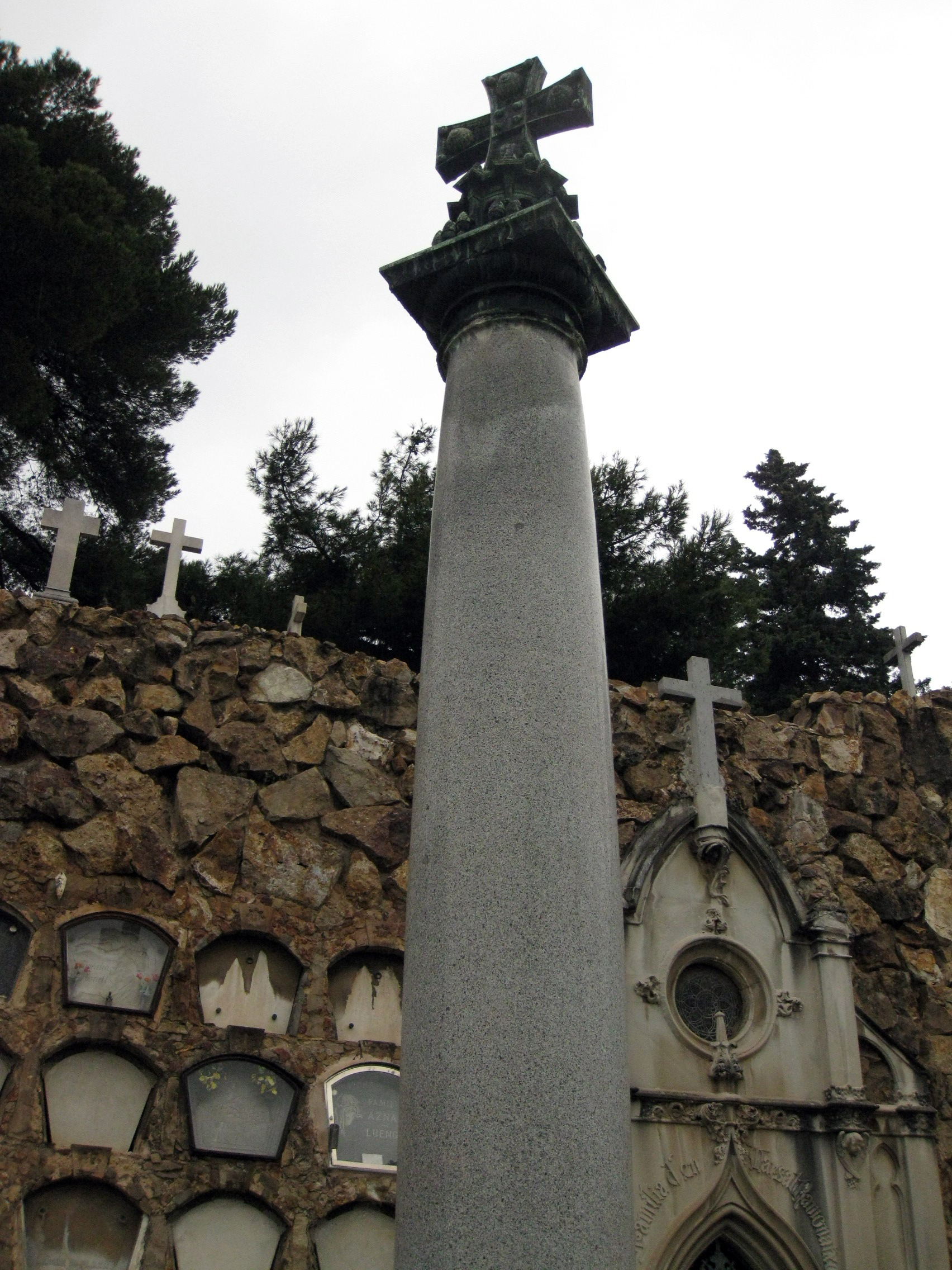
Tomba de Dolors Monserdà al Cementiri de Montjuïc

Dolors Monserdà i Vidal (Barcelona, 10 de juliol de 1845 - 31 de març de 1919) fou una escriptora catalana i una de les primeres feministes del país. Signava normalment com a Dolors Monserdà de Macià. Escriví articles a la premsa, poesia, teatre, narrativa breu i assaig, però destacà sobretot per la novel·la. Presidí els Jocs Florals de Barcelona de 1909. La seva novel·la més destacable és La fabricanta (1904).

## Biografia
Dolors Monserdà va néixer al cor de la Barcelona menestral, al carrer de la Palla 2, a la casa i taller del relligador de llibres Josep Monserdà i Roger i la seva muller Beatriu Vidal, que per primer cop van ser pares. La seva infantesa va transcórrer en un entorn cultural influent. A l'obrador de casa —«un ver club liberal»— s'hi feien tertúlies espontànies amb contertulians tan coneguts com Víctor Balaguer, Josep Anselm Clavé, Milà i Fontanals, Frederic Soler, àlies Serafí Pitarra, o Narcís Monturiol entre d'altres. No és estrany, doncs, que Dolors Monserdà, gairebé adolescent, comencés a escriure estimulada per un context en què la discussió ideològica era habitual, on els llibres eren, alhora, font de treball i font de cultura. Per aquest motiu, a l'edat adulta, es relacionava amb Narcís Oller o Francesca Bonnemaison.
Va ser de les primeres alumnes de Madame de Saint Paul, la primera professora diplomada en francès que es va establir a Barcelona. El 23 de juny de 1858 coneixeria el que seria el seu marit, Eusebi Macià Pujol, fill d'una família d'argenters i amb qui tindria quatre fills, Eusebi, mort sent nadó, Angelina, Dolors i Encarnació, morta als cinc anys.
Dolors Monserdà va morir a Sarrià el 31 de març de 1919, mentre Barcelona era paralitzada per la vaga de la Canadenca. El seu testament literari, el seu compromís, com a dona i com a escriptora, es pot reflectir en aquests mots que va escriure en Estudi feminista:
| « | Escriure per a la dona i que els meus escrits poguessin ésser-li d'alguna utilitat moral i material, veus aquí els meus ideals literaris. | » |

## L'escriptora
Es dona a conèixer com a articulista escrivint en castellà fins al 1875, i a partir de llavors en català. Participà assíduament als Jocs Florals, on fou premiada el 1878, el 1882 i el 1891. Va ser la primera dona a presidir uns Jocs Florals, el 1909.
La seva primera novel·la va ser La Montserrat (1893) i va arribar al cim de la seva obra amb La fabricanta (1904), una novel·la de 15 capítols que ressegueix la progressió social ascendent de l'Antonieta gràcies a la seva intel·ligència i el seu esforç. La seva progressió va des del seu pis a la Ciutat Vella fins a l'Eixample, on s'instal·lava la burgesia barcelonina de l'època. Al llarg de la novel·la Monserdà retrata els costums de la societat de la ciutat al seu temps.
També escrigué els llibres Estudi feminista. Orientacions per a la dona catalana (1909) i Tasques socials (1916), entre d'altres.
Monserdà també va col·laborar a la premsa, primer encarregant-se del suplement Modas y Labors del Diari Català i posteriorment a La Renaixença, on va escriure, entre d'altres, articles com La veritat sobre l'Exposició Universal, Les senyores i el lliurecanvi (1888), Les víctimes del treball (1882) o Lo restabliment del divorci a França (1884). Així mateix va publicar a La Veu de Catalunya, o a les revistes Ofrena, La Gramalla, Or y Grana i Feminal.

## L'activista
Una de les seves amistats més influents va ser la també escriptora Maria Josepa Massanés, sobre la vida de la qual publicà una biografia. Fou una impulsora d'obres de caràcter social i feminista, al costat de Carme Karr i Alfonsetti. Considerava que el paper de la dona burgesa era protegir, mitjançant l'actuació personal i la de centres adequats, la dona treballadora, tant per motius humanitaris i moralitzadors com, especialment, per evitar la radicalització de les seves postures. Destaquen d'aquesta època els articles sobre la participació femenina a la Setmana Tràgica.
L'any 1910 va crear el Patronat d'Obreres de l'Agulla, un intent per donar millor vida a les cosidores, un dels sectors laborals més deprimits de l'època oferint una sèrie de serveis com borsa de treball, assistència mèdica gratuïta o fils i roba a preu de fàbrica. Aquesta feina la complementava la Lliga de Compradores, que s'encarregava de sensibilitzar totes les dones perquè no compressin en establiments que s'abastien amb productes de l'explotació (amb publicació de llistes blanques inclosa). Monserdà ho va explicar en conferències i més endavant amb la seva novel·la Maria Glòria (1917).

## Família i parents
Dolors Monserdà era germana del pintor Enric Monserdà i Vidal (1850-1926). La seva filla Dolors Macià i Monserdà (1869-1953) va estar casada amb l'arquitecte modernista Josep Puig i Cadafalch, mentre que la seva filla Maria dels Àngels Macià i Monserdà (1867-1959) es casà amb el jurista Antoni M. Borrell i Soler.

## Reconeixement actual
Dolors Monserdà té un jardí amb el seu nom a Sabadell des del 1995. Una escola pública de Sarrià (Barcelona) porta el seu nom. El barri de Sarrià de Barcelona o les poblacions de Sant Quirze del Vallès, Argentona, Mataró i Banyoles li han dedicat carrers i places.

## Obres

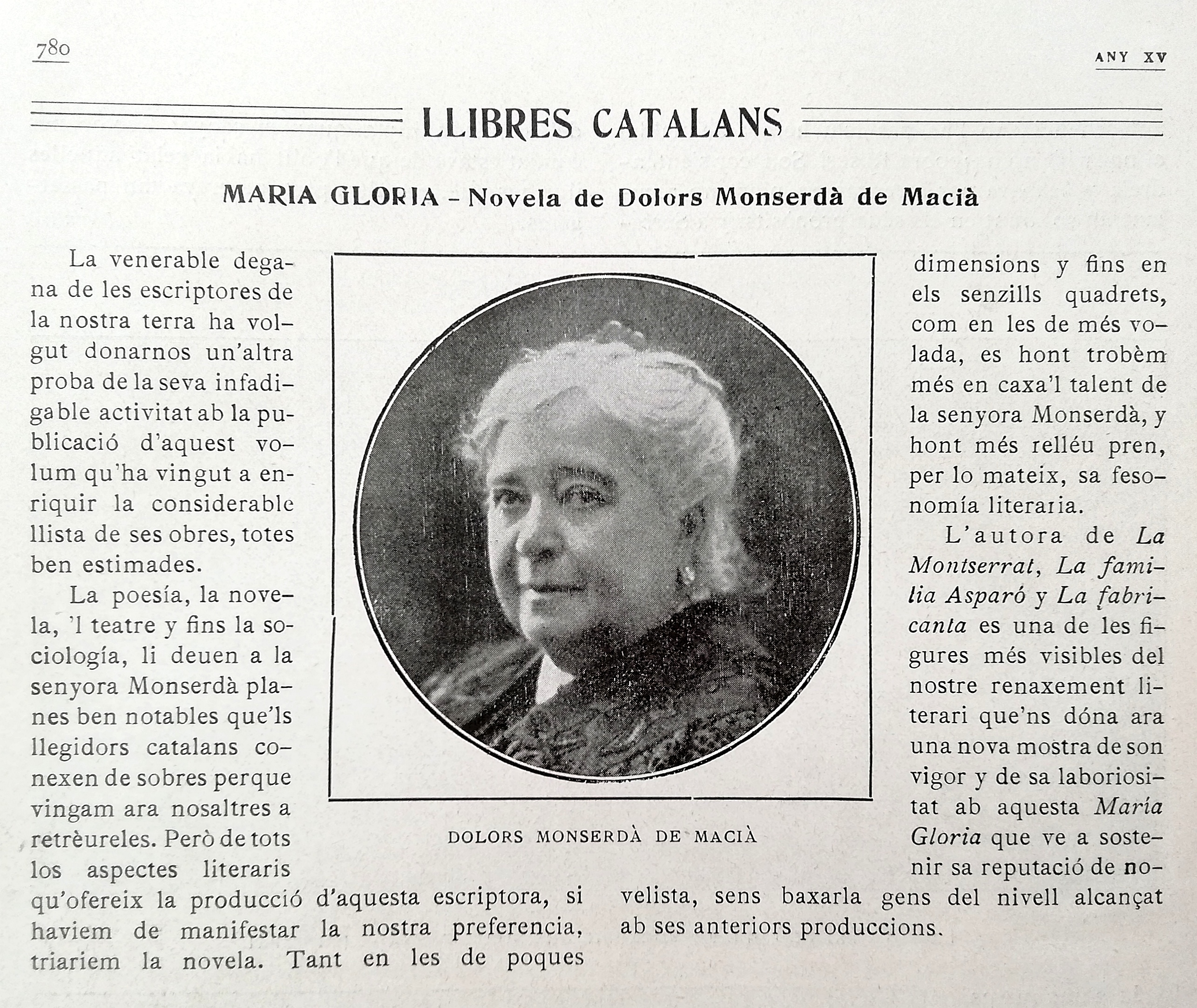
Article de presentació de la novel·la Maria Glòria l'any 1917 dins la revista Ilustració Catalana

### Poesia
- Poesies catalanes, 1888 ( llegiu-lo)
- Poesies, 1911

Poesies presentades als Jocs Florals de Barcelona
- Qui ets? (1916 i 1917)
- He fet bé! (Propòsits d'enamorats) (1916 i 1917)
- Adéu a la poesia (1916 i 1919)
- Flors de Natzareth (1916, 1917 i 1919)
- Rondalles i cançons (1916, 1919, 1920 i 1924)
- El verb de la Pàtria (1917)
- La nostra Universitat (1917 i 1919)
- A la poesia (1917 i 1920)
- Del meu dietari d'Anyorances (1919)

### Novel·la
- La Montserrat, 1893 (Ed. actual: Madrid, Editorial Bruño, 1994) ( llegiu-lo)
- La família Asparó, 1900. (Ed. actual: Valls, Cossetània edicions, 2016)
- La fabricanta, 1904 (Ed. actual: Barcelona, Editorial Barcino, 2022; Barcelona, Edicions de l'Eixample, SA, 1991; Barcelona, Horsori Editorial, SL,2008) ( llegiu-lo)
- La Quitèria, 1906. (Ed. actual: Collbató, Edicions La Guineu, 2006)
- Maria-Glòria, 1917 (Ed. actual: Martorell, Adesiara editorial, 2019): http://www.adesiaraeditorial.cat/ficha.aspx?cod=DCP000016 Arxivat 2019-09-09 a Wayback Machine.
- Buscant una ànima, publicada pòstumament el 1920[8]

### Narrativa curta
- Del món, 1908 (Ed. actual: Barcelona, Filigrana 2020)
- No sempre la culpa és d'ella, 1917 (Ed. actual: Martorell, Adesiara editorial, 2019): http://www.adesiaraeditorial.cat/ficha.aspx?cod=DCP000016 Arxivat 2019-09-09 a Wayback Machine.
- Per Lluir, 1917
- Els rellogats, els captaires i els vells, 1918

### Teatre
- Sembrad y cogeréis, 1874
- Teresa o un jorn de prova, 1876
- Amor mana, 1913, publicat pòstumament amb l'edició de La Quitèria 1930

### Crítica literària o assaig
- El feminisme a Catalunya, Barcelona, 1907. ( llegiu-lo)
- Estudi feminista (Orientacions per a la dona catalana), Barcelona, Miquel d'Esplugues, 1909.
- Biografia de Na Josepa Massanés i Dalmau, Ajuntament Constitucional de Barcelona, 1915.
- Tasques socials, Barcelona, 1916